# Xian de Luochuan
Le xian de Luochuan (洛川县 ; pinyin : Luòchuān Xiàn) est un district administratif de la province du Shaanxi en Chine. Il est placé sous la juridiction de la ville-préfecture de Yan'an.

## Démographie
La population du district était de 189 297 habitants en 1999.